# مهرجان أكادير للسينما والهجرة
مهرجان أكادير للسينما والهجرة هو مهرجان سينمائي يقام سنويا في مدينة أكادير المغربية.
يُنظّم المهرجان من قبل جمعية المبادرة الثقافية بأكادير منذ عام 2003.
يستضيف المهرجان الأفلام المغربية والدولية التي تتناول الهجرة أو التي يكون مخرجها مهاجرًا.
يمنح المهرجان (جائزة أركانة) للأفلام القصيرة والطويلة التي تتناول الهجرة، أو المخرجين من المهاجرين.

## روابط خارجية
- الموقع الرسمي
- الدورة 11 للمهرجان